# Mads Roerslev
Mads Roerslev Rasmussen (Kopenhagen, 24 juni 1999) is een Deens voetballer die doorgaans speelt als rechtsback. In augustus 2019 verruilde hij FC Kopenhagen, waar hij debuteerde in het profvoetbal, voor Brentford. Roerslev maakte in 2024 zijn debuut als international in het Deens voetbalelftal.

## Clubcarrière

### FC Kopenhagen
Roerslev doorliep de jeugdopleiding van FC Kopenhagen en maakte op 26 oktober 2016 zijn debuut in het eerste tijdens een bekerwedstrijd tegen Jammerbugt. Hij was direct trefzeker in de 6-1 overwinning. Hij maakte op 17 mei 2017 zijn debuut in de Superligaen en zou in totaal vijf wedstrijden spelen dat seizoen. In diezelfde maand tekende hij voor vier seizoenen bij bij FC Kopenhagen. Met ervaren verdediger Tom Høgli bleef hij werken aan zijn een-op-een verdedigen.
Hij speelde een handjevol wedstrijden op huurbasis bij Halmstads BK en Vendsyssel FF, maar brak bij beide niet door. In het seizoen 2019/20 kwam hij helemaal niet voor in de plannen bij FC Kopenhagen en vertrok hij, met dertien wedstrijden en één goal voor de club.

### Brentford
Op 7 augustus 2019 tekende Roerslev bij Championship-club Brentford, waar hij in eerste instantie bij het B-team zou aansluiten. Hij tekende voor twee seizoenen, met een optie voor een derde. Op 27 november maakte hij tegen Blackburn Rovers zijn debuut voor de club. Na tien wedstrijden in het eerste, tekende hij in maart 2020 een nieuw vierjarig contract bij Brentford.
Door een voetblessure, opgelopen bij Denemarken onder 21, miste hij de eerste vier maanden van het nieuwe seizoen. In januari 2021 maakte hij zijn rentree in het eerste en vanaf april was hij vaste basisspeler vanaf rechtsback. Dat bleef hij tijdens de play-offs om promotie naar de Premier League, waarin Brentford eerst AFC Bournemouth versloeg. Vervolgens werd Swansea City in de finale verslagen, waarbij Roerslev een assist gaf bij de 2-0 van Emiliano Marcondes. 
Roerslev begon zijn eerste seizoen in de Premier League als stand-in voor Sergi Canós als rechtervleugelverdediger. Halverwege het seizoen ging Roerslev Canós voorbij in de pikorde. Op 2 januari 2022 scoorde Roerslev tegen Aston Villa zijn eerste doelpunt voor Brentford. Door blessures speelde Roerslev richting het einde van het seizoen ook als rechtercentrale verdediger in een vijfmansverdediging. Mede daardoor speelde hij dat seizoen 26 wedstrijden in alle competities.
In het seizoen 2022/23 begonnen Aaron Hickey en Kristoffer Ajer als rechtsback en rechtercentrale verdediger, maar door blessures bij beide gedurende het seizoen was hij tussen oktober en maart voornamelijk basisspeler. Hij tekende in februari 2023 een nieuw driejarig contract en eindigde het seizoen met 23 wedstrijden.
De eerste maanden van het seizoen 2023/24 leken op dat van het seizoen ervoor, want door een blessure bij Hickey, werd Roerslev vanaf oktober 2023 opnieuw basisspeler. Hij brak zijn persoonlijk record door 38 wedstrijden te spelen en hij scoorde één keer, in een 2-2 gelijkspel met Chelsea op 2 maart 2024. Hickey begon geblesseerd aan het seizoen 2024/25, waardoor Roerslev het seizoen inging als basisspeler en slechts concurrentie had van centrale verdedigers Ajer en Sepp van den Berg. 

### VfL Wolfsburg
In de winter van 2025 werd Roerslev voor de rest van het seizoen verhuurd aan VfL Wolfsburg, dat net rechtsback Ridle Baku had zien verhuizen naar RB Leipzig. Op 2 februari maakte hij tegen Eintracht Frankfurt als invaller zijn debuut voor de club. Hij speelde in totaal zeven wedstrijden voor Wolfsburg. 

## Clubstatistieken
| Seizoen | Club            | Competitie     | Competitie | Competitie | Beker | Beker | Overig | Overig | Totaal | Totaal |
| Seizoen | Club            | Competitie     | Wed.       | Dlp.       | Wed.  | Dlp.  | Wed.   | Dlp.   | Wed.   | Dlp.   |
| ------- | --------------- | -------------- | ---------- | ---------- | ----- | ----- | ------ | ------ | ------ | ------ |
| 2016/17 | FC Kopenhagen   | Superligaen    | 3          | 0          | 2     | 1     | —      | —      | 5      | 1      |
| 2016/17 | → Halmstads BK  | Allsvenskan    | 1          | 0          | 0     | 0     | —      | —      | 1      | 0      |
| 2017/18 | FC Kopenhagen   | Superligaen    | 2          | 0          | 1     | 0     | —      | —      | 3      | 1      |
| 2018/19 | FC Kopenhagen   | Superligaen    | 0          | 0          | 1     | 0     | 4      | 0      | 5      | 0      |
| 2018/19 | → Vendsyssel    | Superligaen    | 5          | 0          | 1     | 0     | —      | —      | 6      | 0      |
| 2019/20 | Brentford       | Championship   | 11         | 0          | 2     | 0     | 1      | 0      | 14     | 0      |
| 2020/21 | Brentford       | Championship   | 17         | 0          | 2     | 0     | 3      | 0      | 22     | 0      |
| 2021/22 | Brentford       | Premier League | 21         | 1          | 5     | 0     | —      | —      | 26     | 1      |
| 2022/23 | Brentford       | Premier League | 20         | 0          | 3     | 0     | —      | —      | 23     | 0      |
| 2023/24 | Brentford       | Premier League | 34         | 1          | 4     | 0     | —      | —      | 38     | 1      |
| 2024/25 | Brentford       | Premier League | 19         | 0          | 4     | 0     | —      | —      | 23     | 0      |
| 2024/25 | → VfL Wolfsburg | Bundesliga     | 7          | 0          | 0     | 0     | —      | —      | 7      | 0      |
| Totaal  | Totaal          | Totaal         | 133        | 2          | 25    | 1     | 8      | 0      | 166    | 3      |

Bijgewerkt t/m seizoen 2024/25.

## Interlandcarrière
Roerslev is jeugdinternational voor Denemarken onder 17, onder 18, onder 19, onder 20 en onder 21. Hij maakte deel uit van de selectie voor het EK -17 in 2016, het EK-19 in 2018 en het EK-21 in 2021. Roerslev zat in maart 2024 voor het eerst bij de selectie voor Denemarken door het uitvallen van Alexander Bah, maar maakte niet zijn debuut. Op 18 november 2024 maakte hij tegen Servië voor de Nations League 2024/25 wel zijn debuut. Hij speelde negentig minuten en hield de nul.
1 Flekken ·
2 Hickey ·
3 Henry ·
4 Van den Berg ·
5 Pinnock ·
6 Nørgaard  ·
7 Schade ·
8 Jensen ·
9 Thiago ·
10 Dasilva ·
11 Wissa ·
12 Valdimarsson ·
13 Cox ·
14 Carvalho ·
16 Mee ·
18 Jarmolioek ·
19 Mbeumo ·
20 Ajer ·
21 Meghoma ·
22 Collins ·
23 Lewis-Potter ·
24 Damsgaard ·
26 Konak ·
27 Janelt ·
28 Trevitt ·
30 Roerslev ·
32 Maghoma ·
36 Kim ·
39 Nunes ·
Coach: Frank
· Assistent-coach: O'Connor
· Assistent-coach: Nørgaard
· Assistent-coach: Cochrane